# Multiversity
Multiversity S.p.A. è il primo gruppo in Italia nel settore dell'istruzione e della formazione professionale, proprietario delle tre università Pegaso, Mercatorum e San Raffaele Roma e del Sole 24 Ore Formazione con il Gruppo 24 ORE.
Il gruppo è interamente controllato dal fondo britannico CVC Capital Partners. Il presidente è Luciano Violante e l'amministratore delegato è Fabio Vaccarono, che ricopriva lo stesso ruolo in Google Italy.

## Attività
La mission è: "di consentire agli studenti di oggi di realizzare il mondo di domani". Il Gruppo fornisce i suoi servizi attraverso una piattaforma tecnologica proprietaria, che sviluppa contenuti digitali prodotti internamente. Multiversity, che ha integrato le tematiche ESG nella propria strategia di business, partecipa a United Nations Global Compact (UNGC) e aderisce ai suoi principi per lo sviluppo di un business responsabile.